# Ossicloruro di ferro
L'ossicloruro di ferro è un composto inorganico di formula FeOCl. Si presenta come un solido cristallino viola scuro che a contatto con l'acqua o con l'umidità dell'aria si idrolizza in Ossi-idrossido di ferro ed acido cloridrico:
{\displaystyle {\ce {FeOCl + H2O -> FeOOH + HCl}}}

## Caratteristiche
Il composto adotta una struttura cristallina analoga a quella del cloruro di cadmio.

È in grado di formare composti di intercalazione con elettron-donatori come il tetratiafulvalene e la piridina dando composti a valenza mista di colore nero capaci di condurre l'elettricità.

## Sintesi
L'ossicloruro di ferro viene prodotto per reazione di scambio fra ossido ferrico e cloruro ferrico eseguita a 370 °C per diversi giorni.
{\displaystyle {\ce {Fe2O3 + FeCl3 -> 3 FeOCl}}}